# Elio (film)
Elio är en amerikansk datoranimerad film från 2025, producerad av Pixar Animation Studios och Walt Disney Pictures. Filmen är regisserad av Adrian Molina och producerad av Mary Alice Drumm.
Filmen var från början planerad att ha biopremiär i Sverige den 1 mars 2024, men på grund av skådespelarstrejken i Hollywood valde man att skjuta upp den lite mer än ett år. Biopremiären ägde rum den 25 juni 2025 och distribuerades Walt Disney Studios Motion Pictures.

## Rollista (i urval)

### Engelska röster
- Yonas Kibreab – Elio Solís
- Zoë Saldaña – Olga Solís
- Jameela Jamil – ambassadör Questa
- Brad Garrett – ambassadör Lord Grigon[11]

### Svenska röster
- Hugo Bergström – Elio Solís
- Linda Santiago – Olga Solís
- Sara Huss Kleimar – ambassadör Questa
- Fredrik Hiller – ambassadör Lord Grigon
- Robin Fajardo – ambassadör Helix
- Benjamin Hasselström – Glordon
- Christer Fuglesang – berättarröst[12][13]

## Produktion
Den 9 september 2022, under D23 Expo, tillkännagav Pixar en ny film med titeln Elio, med Adrian Molina som regisserar och Mary Alice Drumm som producerar. Där presenterades det även att Yonas Kibreab och America Ferrera skulle göra rösten till huvudrollerna Elio och Olga Solis.
Den 13 juni 2023, med lanseringen av filmens första teasertrailer och affisch, anslöt sig Jameela Jamil och Brad Garrett till filmen.
America Ferrera var tvungen att dra sig ur på grund av schemakrockar med andra filminspelningar, så rollen som Olga (som först skulle vara Elios mor) skrevs om till att vara Elios faster och Zoë Saldaña tog över rollen.